# INDELA-I.N.SKY
INDELA-I.N.SKY — белорусский беспилотный летательный аппарат вертолетного типа, среднего радиуса действия, массой до 140 кг. Разработан и производится ООО «КБ Индела» c 2011 г. С 2014 года запущен в серийное производство.
Предназначен для мониторинга на дальних расстояниях труднодоступных и протяженных объектов, для разведки и наблюдения, позволяет осуществлять поиск и обнаружение объектов с определением точных географических координат, выполнять распознавание и автосопровождение движущихся объектов, осуществлять доставку грузов и сброс полезной нагрузки.
БПЛА «INDELA-I.N.SKY»  входит в состав многофункционального беспилотного авиационного комплекса «INDELA-SKY». Контролируется с помощью наземной станции управления.

## Летно-технические характеристики БПЛА
Технические характеристики  
| Длина/высота              | 3052/1346 мм                           |
| Диаметр несущего ротора   | 3400 мм                                |
| База шасси                | 1180 мм                                |
| Взлетный вес              | 140 кг                                 |
| Вес полезной нагрузки     | 25 кг                                  |
| Стандартный запас топлива | 29 кг                                  |
| Взлетная мощность         | 26 кВТ                                 |
| Расход топлива            | 5-8 кг/ч                               |
| Двигатель                 | Четырехтактный роторно-поршневого типа |
| Система охлаждения        | Жидкостная                             |

Летные характеристики
| Продолжительность полета                         | 5 часов    |
| Практическая дальность полета                    | 350 км     |
| Крейсерская скорость полета у земли              | 75 км/ч    |
| Статический потолок                              | 1500 м     |
| Максимально допустимая скорость ветра при взлете | 37 км/ч    |
| Рабочая температура                              | -40…+55 °С |

## Технические возможности БПЛА
БПЛА «INDELA-I.N.SKY» осуществляет автоматический вертикальный взлет и посадку, выполняет автоматический полет и автоматическое возвращение к месту старта в случае потери связи.
Беспилотный вертолет работает в условиях отсутствия подготовленной взлетно-посадочной полосы, время развертывания комплекса - до 15 мин.
Полет БПЛА осуществляется в одном из 4 режимов: 
- автономный
- дистанционно пилотируемый (ДПЛА)
- режим "до точки" (БЛА следует в автоматическом режиме до заданной точки, после прилета в точку включается режим ДПЛА)
- режим «домой» (независимо от точки места нахождения БЛА осуществляется автоматическое пилотирование в точку взлета)

Полетное задание может иметь маршрут различной конфигурации и состоять из более 2000 промежуточных точек. Имеется возможность оперативного редактирования полетного задания в процессе его выполнения, в т.ч. изменение высоты и скорости полета от точки к точке.
Для решения задач мониторинга, наблюдения и разведки беспилотник оборудован гиростабилизированной оптико-электронной системой, включающей тепловизор, цветную камеру, лазерный дальномер, видеопроцессор и инерциальный модуль.
Оптико-электронная система позволяет осуществлять аэросъёмку, определять расстояние до объекта и получать на мониторы наземной станции управления видеоизображение цветное, черно-белое и в инфракрасном спектре в режиме реального времени. Система позволяет обнаруживать движущуюся цель и автоматически осуществлять слежение за ней. «Автосопровождение» цели ведется в дневное и ночное время суток.
Конструкция БПЛА «INDELA-I.N.SKY» позволяет наращивать пилотажно-навигационное оборудование и устанавливать различные другие варианты полезной нагрузки (радиометры, газоанализаторы, системы пеленгации, отсоединяемые контейнеры  с грузом, спасательное оборудование, оборудование специального назначения, пр.).
БПЛА «INDELA-I.N.SKY» способен осуществлять доставку грузов по строго заданным координатам. Возможен дозированный сброс полезной нагрузки.

## Беспилотный авиационный комплекс INDELA-SKY

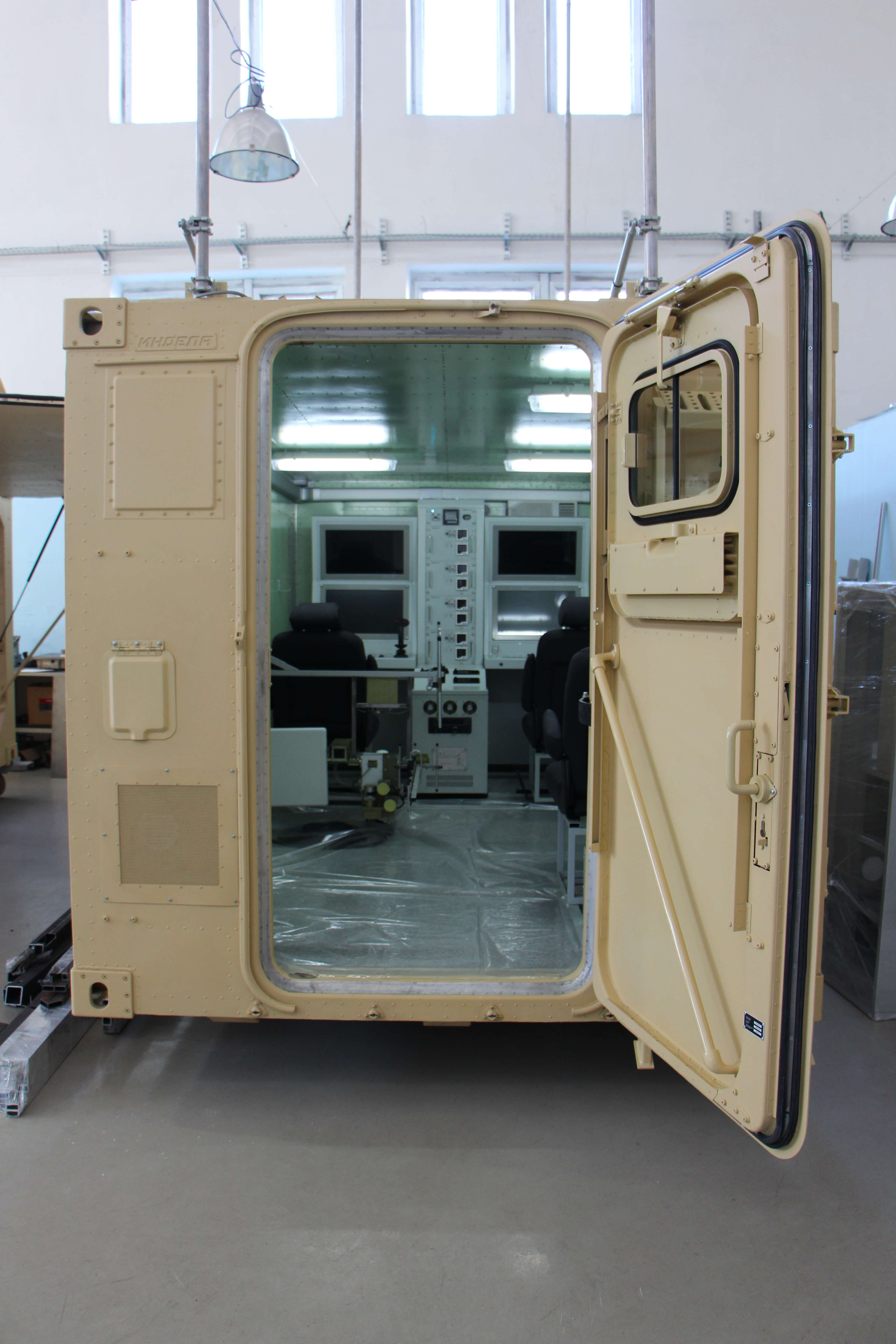
Наземная станция «INDELA-GCS» в модуле типоразмера ISO-контейнера (блок-контейнер)

БПЛА «INDELA-I.N.SKY» является частью беспилотного комплекса «INDELA-SKY». В состав комплекса входят два беспилотных вертолета и наземная станция управления, размещаемая в транспортном КУНГе или микроавтобусе.
Архитектура комплекса позволяет включать в его состав БПЛА различного класса, в том числе БПЛА иных производителей.
Имеется возможность объединения нескольких НСУ в единую информационную сеть, что позволяет осуществлять автоматический обмен данными и координировать действия операторов.
Наземная станция управления оборудована системой жизнеобеспечения. Время работы автономной работы станции – 24 часа, время работы  в бесшумном режиме от аккумуляторных батарей - 5 часов.
НСУ является мобильной, адаптирована для монтажа на любое шасси повышенной проходимости и предназначена для перевозки любым видом транспорта.